# Leptasterias ochotensis
Leptasterias ochotensis is een zeester uit de familie Asteriidae.
De wetenschappelijke naam van de soort werd in 1851 gepubliceerd door Johann Friedrich von Brandt.